# Jeanny (singel Falco)
Jeanny – singiel austriackiego wokalisty oraz instrumentalisty rockowego Falco z albumu Falco 3 wydany w 1986 roku.